# Jungermannia infusca
Jungermannia infusca là một loài Rêu trong họ Jungermanniaceae. Loài này được (Mitt.) Stephani mô tả khoa học đầu tiên năm 1901.